# Polskie odznaczenia samorządowe

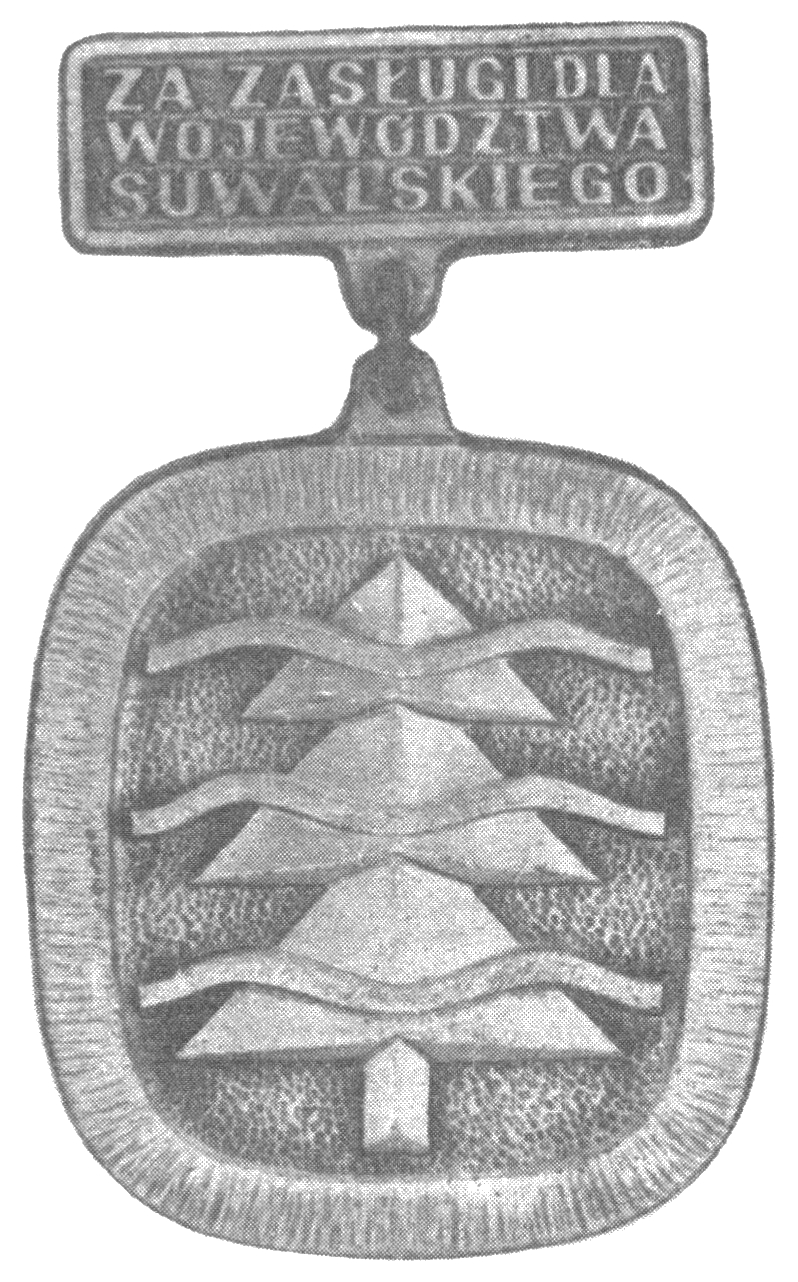
Odznaka „Za Zasługi dla Województwa Suwalskiego”

Polskie odznaczenia samorządowe – odznaki lub medale ustanawiane w drodze uchwały przez organ stanowiący jednostki samorządu terytorialnego, będące rodzajem odznaczeń regionalnych. Ustanawiane są za zasługi na rzecz rozwoju tej jednostki, czyli województwa, powiatu lub gminy. W momencie ustanawiania odznaczenia, ustalane są jej wzór, zasady i tryb jego nadawania oraz sposób noszenia, w związku z czym odznaczeniem tym może być wyłącznie takie, które jest przewidziane do noszenia.
Odznaki bez wstążek mogą być noszone na prawej lub lewej piersi. Odznaki zawieszone na wstążkach noszone są na lewej piersi, po orderach i odznaczeniach państwowych, jednak przed odznaczeniami państw obcych.

## Odznaczenia wojewódzkie

### Obecnie od 1999
16 województw
Województwo dolnośląskie:
- Odznaka Honorowa Zasłużony dla Województwa Dolnośląskiego (ust. 2012)

Województwo kujawsko-pomorskie
- Odznaka Honorowa za Zasługi dla Województwa Kujawsko-Pomorskiego (ust. 2013)

Województwo lubelskie:
- Odznaka Honorowa „Zasłużony dla Województwa Lubelskiego” (ust. 2006)

Województwo lubuskie:
- Odznaka Honorowa za Zasługi dla Województwa Lubuskiego (ust. 2005)

Województwo łódzkie:
- Odznaka Honorowa za Zasługi dla Województwa Łódzkiego (ust. 2010)

Województwo małopolskie:
- Odznaka Honorowa Województwa Małopolskiego – Krzyż Małopolski (ust. 2014)

Województwo mazowieckie:
- Odznaka Honorowa „Zasłużony dla Mazowsza” (ust. 2006)

Województwo opolskie:
- Odznaka Honorowa Za Zasługi dla Województwa Opolskiego (ust. 2014)

Województwo podkarpackie:
- Odznaka honorowa „Zasłużony dla Województwa Podkarpackiego” (ust. 2001)

Województwo podlaskie:
- Odznaka Honorowa Województwa Podlaskiego (ust. 2006)

Województwo pomorskie:
- Odznaka mała Honorowego Wyróżnienia za zasługi dla Województwa Pomorskiego (ust. 2011)

Województwo śląskie:
- Odznaka Honorowa za Zasługi dla Województwa Śląskiego (ust. 2000)

Województwo świętokrzyskie:
- Odznaka Honorowa Województwa Świętokrzyskiego (ust. 2013)

Województwo warmińsko-mazurskie:
- Odznaka Honorowa za Zasługi dla Województwa Warmińsko-Mazurskiego (ust. 2005)

Województwo wielkopolskie:
- Odznaka honorowa „Za zasługi dla województwa wielkopolskiego” (ust. 2000)

Województwo zachodniopomorskie:
- Odznaka Honorowa Gryfa Zachodniopomorskiego (ust. 2002)

### Lata 1975–1999
49 województw
Województwo bialskopodlaskie:
- Odznaka „Za zasługi dla Województwa Bialskopodlaskiego” (ust. 1977)

Województwo białostockie:
- Odznaka honorowa „Zasłużony Białostocczyźnie” (ust. 1964)

Województwo bielskie:
- Odznaka „Za zasługi dla Województwa Bielskiego” (ust. 1976)

Województwo bydgoskie:
- Odznaka „Za Szczególne Zasługi dla Rozwoju Województwa Bydgoskiego” (ust. 1960)

Województwo chełmskie:
- Odznaka „Za zasługi dla województwa chełmskiego” (ust. 1981)

Województwo ciechanowskie:
- Odznaka „Za zasługi dla województwa ciechanowskiego” (ust. 1978)

Województwo częstochowskie:
- Odznaka za zasługi dla Województwa Częstochowskiego (ust. 1975)

Województwo elbląskie:
- Odznaka honorowa „Za zasługi dla województwa elbląskiego” (ust. 1979)

Województwo gdańskie:
- Odznaka honorowa „Zasłużonym Ziemi Gdańskiej” (ust. 1964)

Województwo gorzowskie:
- Odznaka „Za zasługi dla województwa gorzowskiego” (ust. 1976)
- Odznaka „Zasłużony dla województwa gorzowskiego” (ust. 1982)

Województwo jeleniogórskie:
- Odznaka „Za zasługi dla województwa jeleniogórskiego” (ust. 1975)

Województwo kaliskie:
- Odznaka „Za zasługi dla Województwa Kaliskiego” (ust. 1976)

Województwo katowickie:
- Odznaka Zasłużonemu w Rozwoju Województwa Katowickiego (ust. 1960)

Województwo kieleckie:
- Odznaka „Za zasługi dla Kielecczyzny” (ust. 1962/1977)

Województwo konińskie:
- Odznaka „Za zasługi dla Województwa Konińskiego” (ust. 1976)

Województwo koszalińskie:
- Odznaka honorowa „Za Zasługi w Rozwoju Województwa Koszalińskiego” (ust. 1965)
- Odznaka „Zasłużony dla Województwa Koszalińskiego” (nad. przez wojewodę)

Województwo krakowskie:
- Odznaka za Zasługi dla Ziemi Krakowskiej (ust. 1968)

Województwo krośnieńskie:
- Odznaka honorowa „Za Zasługi dla Województwa Krośnieńskiego” (ust. 1979)

Województwo legnickie:
- Odznaka za Zasługi dla Województwa Legnickiego (ust. 1977)

Województwo leszczyńskie:
- Odznaka „Za Zasługi dla Województwa Leszczyńskiego” (ust. 1978)
- Medal Województwa Leszczyńskiego” (ust. 1975)

Województwo lubelskie:
- Odznaka Honorowa za Zasługi dla Lubelszczyzny (ust. 1964)

Województwo łomżyńskie:
- Odznaka „Za Zasługi dla Województwa Łomżyńskiego” (ust. 1978)

Województwo łódzkie:
- Honorowa Odznaka Województwa Łódzkiego (ust. 1964)

Województwo nowosądeckie:
- Odznaka „Za Zasługi dla Województwa Nowosądeckiego” (ust. 1977)
- Medal Zasłużonym w Rozwoju Nowosądecczyzny (ust.?)

Województwo olsztyńskie:
- Odznaka honorowa „Zasłużony dla Warmii i Mazur” (ust. 1960)

Województwo opolskie:
- Odznaka „Zasłużonemu Opolszczyźnie” (ust. 1965)

Województwo ostrołęckie:
- Odznaka „Za zasługi dla województwa ostrołęckiego” (ust. 1977)

Województwo pilskie:
- Odznaka „Za Zasługi dla Rozwoju Województwa Pilskiego” (ust. 1975)

Województwo piotrkowskie:
- Odznaka „Za zasługi dla Województwa Piotrkowskiego” (ust. 1976)

Województwo płockie:
- Odznaka „Za zasługi dla województwa płockiego” (ust. 1977)

Województwo poznańskie:
- Odznaka honorowa „Za Zasługi w Rozwoju Województwa Poznańskiego” (ust. 1960)

Województwo przemyskie:
- Odznaka „Za Zasługi dla Województwa Przemyskiego” (ust. 1975)

Województwo radomskie:
- Odznaka „Za Zasługi dla Województwa Radomskiego” (ust. 1979)

Województwo rzeszowskie:
- Odznaka „Zasłużony dla Województwa Rzeszowskiego” (ust. 1966)

Województwo siedleckie:
- Odznaka „Za zasługi dla województwa siedleckiego” (ust. 1978)

Województwo sieradzkie:
- Odznaka „Za zasługi dla województwa sieradzkiego” (ust. 1977)

Województwo skierniewickie:
- Odznaka „Za zasługi dla województwa skierniewickiego” (ust. 1978)

Województwo słupskie:
- Odznaka „Zasłużony dla Województwa Słupskiego” (ust. 1976)
- Odznaka honorowa „Za zasługi dla województwa słupskiego” (ust. 1979)

Województwo suwalskie:
- Odznaka „Za Zasługi dla Województwa Suwalskiego”:

Województwo szczecińskie:
- Odznaka pamiątkowa „Gryfa Pomorskiego” (ust. 1947)

Województwo tarnobrzeskie:
- Odznaka „Za zasługi dla województwa tarnobrzeskiego” (ust. 1978)
- Odznaka „Zasłużony dla województwa tarnobrzeskiego” (ust. przed 1982)

Województwo tarnowskie:
- Odznaka „Za zasługi dla województwa tarnowskiego” (ust. 1977)

Województwo toruńskie:
- Odznaka za Zasługi dla Województwa Toruńskiego (ust. przed 1977)
- Odznaka „Zasłużony dla województwa toruńskiego” (ust. 1986)

Województwo wałbrzyskie:
- Odznaka „Za zasługi dla województwa wałbrzyskiego” (ust. 1978)

Województwo warszawskie:
- Odznaka „Za zasługi dla województwa warszawskiego” (ust. 1961)

Województwo włocławskie:
- Odznaka za Zasługi dla Województwa Włocławskiego (ust. 1976)

Województwo wrocławskie:
- Odznaka „Zasłużony dla Województwa Wrocławskiego i Miasta Wrocławia” (ust. 1976)

Województwo zamojskie:
- Odznaka „Za zasługi dla województwa zamojskiego” (ust. 1979)

Województwo zielonogórskie:
- Odznaka za Zasługi w Rozwoju Województwa Zielonogórskiego” (ust. 1962)

### Lata 1947–1975
17 województw
Województwo białostockie:
- Odznaka honorowa „Zasłużony Białostocczyźnie” (ust. 1964)

Województwo bydgoskie (od 1950)
- Odznaka „Za Szczególne Zasługi dla Rozwoju Województwa Bydgoskiego” (ust. 1960)

Województwo gdańskie:
- Odznaka honorowa „Zasłużonym Ziemi Gdańskiej” (ust. 1964)

Województwo katowickie:
- Odznaka Zasłużonemu w Rozwoju Województwa Katowickiego (ust. 1960)

Województwo kieleckie:
- Odznaka „Za zasługi dla Kielecczyzny” (ust. 1962/1977)

Województwo koszalińskie (od 1950)
- Odznaka honorowa „Za Zasługi w Rozwoju Województwa Koszalińskiego” (ust. 1965)

Województwo krakowskie:
- Odznaka za Zasługi dla Ziemi Krakowskiej (ust. 1968)

Województwo lubelskie:
- Odznaka Honorowa za Zasługi dla Lubelszczyzny (ust. 1964)

Województwo łódzkie:
- Honorowa Odznaka Województwa Łódzkiego (ust. 1964)
- Honorowa Odznaka Miasta Łodzi (ust. 1959)

Województwo olsztyńskie:
- Odznaka honorowa „Zasłużony dla Warmii i Mazur” (ust. 1960)

Województwo opolskie:
- Odznaka „Zasłużonemu Opolszczyźnie” (ust. przed 1969)

Województwo poznańskie:
- Odznaka honorowa „Za Zasługi w Rozwoju Województwa Poznańskiego” (ust. 1960)

Województwo rzeszowskie:
- Odznaka „Zasłużony dla Województwa Rzeszowskiego” (ust. 1966)

Województwo szczecińskie:
- Odznaka „Gryfa Pomorskiego” (ust. 1947)

Województwo warszawskie:
- Odznaka „Za zasługi dla województwa warszawskiego” (ust. 1961)

Województwo wrocławskie:
- Odznaka „Zasłużony dla Dolnego Śląska” (ust. 1964)

Województwo zielonogórskie (od 1950)
- Odznaka za Zasługi w Rozwoju Województwa Zielonogórskiego” (ust. 1962)